# 꾸찌 터널

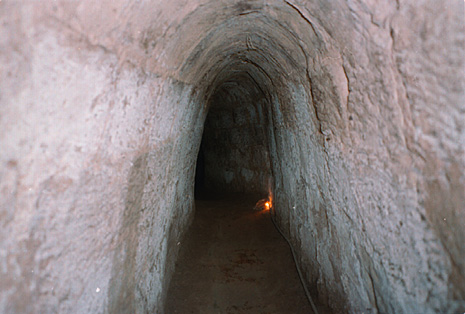
구찌 터널

구찌 터널(베트남어: Địa đạo Củ Chi, 영어: Cu Chi tunnels)은 베트남 호찌민시(사이공)에서 북서쪽으로 40km 정도 떨어진 곳에 위치한 터널이다. 원래 길이는 200km 이상이었지만 지금은 120km 정도만 남아 있다. 베트남 전쟁 당시 남베트남 해방민족전선(베트남)에 의해 건설되었으며 미군 기습용으로 쓰였다. 터널 안에는 병원과 부엌, 식당, 침실, 회의실 등이 설치되었다.
1968년 남베트남 해방민족전선(베트콩)이 이 터널을 타고 미국과 남베트남의 군사 시설을 공격했으며 현재는 관광 명소로 유명한 곳이다.

## 같이 보기
- 땅굴
- 빈목 터널